# Coop (Italien)
 For alternative betydninger, se Coop. (Se også artikler, som begynder med Coop)
Coop er et italiensk dagligvare- og detailhandelskooperativ med hovedkvarter i Casalecchio di Reno, Bologna. Coop's kreds består af 115 forbrugerejede kooperativer med 1.444 butikker, 56.682 ansatte, over 7,430 mio. medlemmer og en årsomsætning på 12,9 mia. euro. Butikkerne er supermarkeder i varierende størrelser og hypermarkeder. Coop driver også mobilselskabet CoopVoce.